# Credo (christianisme)
Pour les articles homonymes, voir Credo.

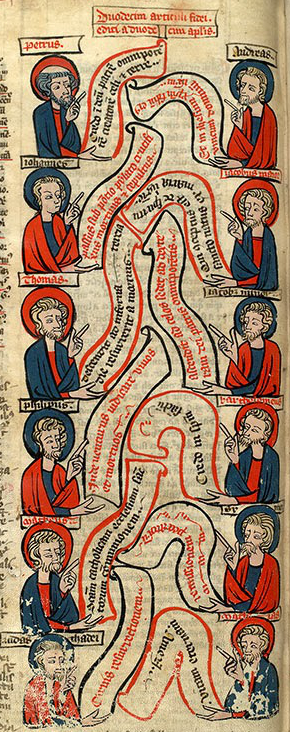
Douze propositions du Credo présentées par les douze Apôtres (qui sont les témoins-piliers de la foi chrétienne).

Le Credo (latin pour « Je crois ») désigne le texte officiel de la profession de foi chrétienne, telle qu'exprimée en latin. Le premier mot du texte, Credo, en est venu à en signifier l'entièreté.  La première définition officielle d'un Credo de la foi chrétienne est le fruit des conciles de Nicée (325) et Constantinople (381), amplifiant un texte plus simple utilisé liturgiquement dès les premiers siècles et appelé le Symbole des apôtres. Ce texte du concile de Nicée est commun aux différentes traditions chrétiennes qui se reconnaissent dans cette phrase : Credo in unum Deum (« Je crois en un seul Dieu »).

## Histoire
Dans les premiers siècles après Jésus-Christ, plusieurs prêtres chrétiens, tels saint Irénée de Lyon, saint Jérôme de Stridon, mentionnaient le « symbole », sans en préciser le texte. Il s'agissait, selon eux, de la règle de la foi que l'Église reçut directement des Apôtres.
Le premier usage du « symbole » dans la liturgie fut adopté par le patriarche d'Antioche, Pierre le Foulon, dans la deuxième moitié du Ve siècle. Sans délai, Alexandrie et Constantinople suivirent cette pratique, récitée pendant l'offrande du sacrifice.
Vers 550 ou plus tard à Rome, et vraisemblablement sous le pontificat de Vigile († 555), le symbole de Nicée remplaça celui des apôtres pour le baptême de Pâques (pas à la messe). 
En Gaule, cette pratique était effectivement enregistrée :
- Sacramentaire gélasien (copié au milieu du VIIIe siècle dans la région parisienne) : Incipit Praefatio Symboli ad electos (Credo en bilangue)[2]

Le IIIe concile de Tolède ordonna en 589 le chant du Credo de Constantinople à la messe, avant le Pater. Il s'agissait en fait d'une réaction à l'arianisme. Désormais, en Espagne, le Credo était récité ou exécuté en chant mozarabe dans la messe, avant le Pater Noster, en préparation à la communion,,. 
Aux VIIe et VIIIe siècles, la version Symbole des apôtres était chantée en Irlande, également pendant la messe. L'antiphonaire de Bangor, mentionné au-dessus, était son témoin. Puis, l'exécution disparut, à la suite de la recommandation de la règle de saint Benoît par saint Grégoire Ier. La mélodie de ce Credo aussi fut perdue, car sa disparition précédait l'invention des neumes.
On constate la pratique du Credo dans le royaume de Charlemagne. En effet, le concile d'Aix-la-Chapelle, tenu à sa capitale en 809, confirma la doctrine de filioque, mais sans ajouter celle-ci dans le texte du Credo. D'ailleurs, Amalaire de Metz écrivait qu'après l'Évangile, l'évêque entonnait Credo in unum Deum donc évidemment à la messe, dans son diocèse. L'œuvre de l'abbé Smaragde de Saint-Mihiel précisait les autorisations et conditions de ce sujet, octroyées par le pape Léon III.
Finalement, le pape Benoît VIII ordonna en 1014 que toutes les églises en Occident chantent le Credo. Il s'agit du Symbole de Nicée-Constantinople, mais le pape avait fait ajouter le verset qui ex Patre, Filioque procedit, définitivement. Cette officialisation fut autorisée, à condition que l'usage soit limité aux messes solennelles des dimanches et fêtes.
Un manuscrit du chant vieux-romain, plus ancien que le chant grégorien, confirme cette adoption tardive. Le dit Graduel Sainte-Cécile de Transtévère, copié à Rome en 1071, manque encore de Credo. Sa Gloria est directement suivie de quelques Sanctus. Comme la composition de ce chant papal officiel se termina auparavant, sans doute le célébrant récitait-il le Credo auprès du Vatican, jusqu'à ce que le chant grégorien soit formellement adopté au début du XIIIe siècle.   

## Credos œcuméniques
- le Symbole des apôtres;
- le Symbole de Nicée-Constantinople;
- le Symbole d'Athanase ou Quicumque.

### Le Symbole des apôtres
La version Symbole des apôtres est appelée ainsi parce que cette seconde version du Credo est considérée comme le résumé fidèle de la foi des Apôtres. Ce résumé aurait été transmis directement par les Apôtres sous l'influence de l'Esprit saint. L'origine de cette version du Credo pourrait venir de Rome au IIe siècle. À Rome, cette version avait pour but de faire partie des rites préparatoires au baptême, dès le Ve siècle. Cette version étant plus concise et plus brève que la version Symbole de Nicée-Constantinople, l'édition de 2002 du Missel romain permet son emploi à la messe en lieu et place du Symbole de Nicée-Constantinople. Cet usage était déjà régulier dans les pays francophones depuis au moins la fin des années 1980. Cette version Symbole des apôtres est davantage employée dans les courts offices liturgiques catholiques de la semaine tandis que la version Symbole de Nicée-Constantinople du Credo est davantage employée dans la Messe du dimanche. 
L'usage du Symbole des apôtres se trouve, notamment, dans la liturgie selon saint Colomban. De fait, son texte, un peu différent, fut copié vers 680 en Irlande. Il s'agit de  l'antiphonaire de Bangor (folios 19r et 19v, Incipit Symbolum). Donc, saint Colomban fit exécuter cette version du Credo en chant irlandais. 
Le texte de la version Symbole des apôtres du Credo est :

« Je crois en Dieu, 
le Père tout-puissant, 
créateur du ciel et de la terre ; 
et en Jésus-Christ, 
son Fils unique, notre Seigneur, 
qui a été conçu du Saint-Esprit, 
est né de la Vierge Marie, 
a souffert sous Ponce Pilate, 
a été crucifié, 
est mort et a été enseveli, 
est descendu aux enfers, 
le troisième jour est ressuscité des morts, 
est monté aux cieux, 
est assis à la droite de Dieu le Père tout-puissant, 
d’où il viendra juger les vivants et les morts. 
Je crois en l’Esprit-Saint, 
à la sainte Eglise catholique, 
à la communion des saints, 
à la rémission des péchés, 
à la résurrection de la chair, 
à la vie éternelle. 
Amen. »

### Le Symbole de Nicée-Constantinople

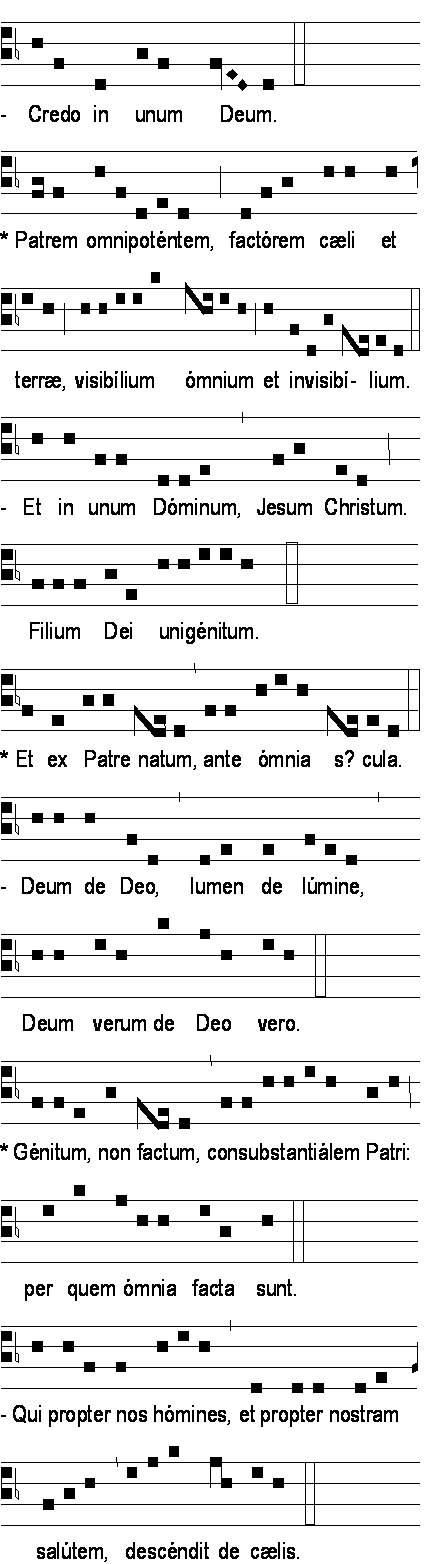
Credo III (XVIIe siècle), première partie.
Après le dernier verset descendit de cælis, les fidèles s'agenouillent. Dans cette optique, l'exécution s'arrête, sans continuation mélodique. À partir du verset Et incarnatus est (notation suivante, au-dessous), on chante très lentement, en remerciant Dieu de cet immense projet pour toute l'humanité. De plus, ces versets expriment le mystère de la trinité. Même dans les œuvres en polyphonie, ces façons sont toujours respectées.
erratum : Et ex Patre natum, ante omnia sæcula.

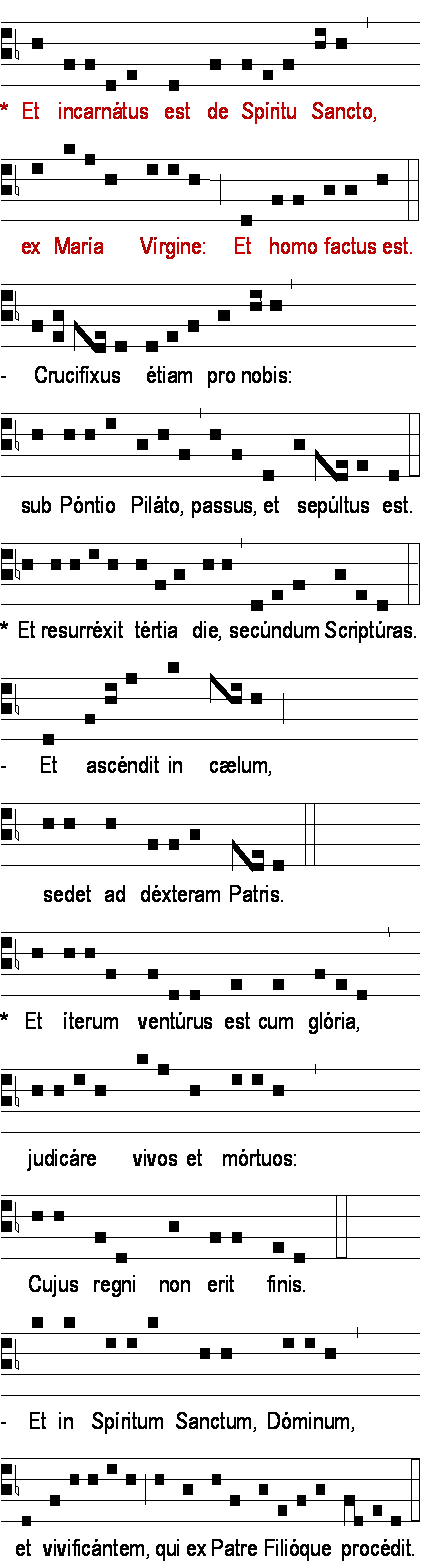
Le texte qui ex Patre Filioque procedit fut dernièrement ajouté par le pape Benoît VIII, lors de l'officialisation du Symbole en 1014.

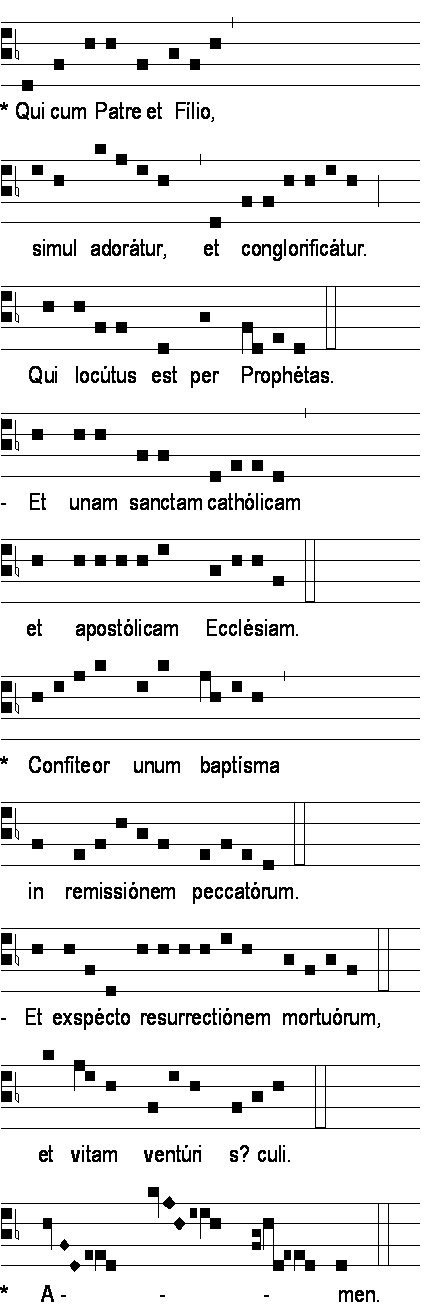
erratum : et vitam venturi sæculi. Amen.

La version Symbole de Nicée-Constantinople, première version du Credo, a été préparé lors de deux conciles concernés, celui de Nicée (325) ainsi que celui de Constantinople (381). Mais certains spécialistes considèrent que le texte fut préparé à Jérusalem,. Cette version du Credo est officielle depuis 1014 dans la liturgie de l'Église. Le texte actuel fut officiellement fixé, à partir de la publication du missel romain révisé (1570) sous le pontificat de Pie V, à la suite du concile de Trente. 
Celui de la liturgie catholique latine est le suivant :

« Credo in unum Deum, Patrem omnipoténtem, factόrem cæli et terræ, visibílium όmnium, et invisibílium.
 Et in unum Dόminum Iesum Christum, Fílium Dei unigénitum. Et ex Patre natum ante όmnia sæcula. Deum de Deo, lumen de lúmine, Deum verum de Deo vero. Génitum, non factum, consubstantiálem Patri : per quem όmnia facta sunt. Qui propter nos hόmines, et propter nostram salútem descéndit de cælis. Et incarnátus est de Spíritu Sancto ex María Vírgine : et homo factus est. Crucifíxus étiam pro nobis : sub Pόntio Piláto passus, et sepúltus est. Et resurréxit tértia die, secúndum Scriptúras. Et ascéndit in cælum : sedet ad déxteram Patris. Et íterum ventúrus est cum glόria iudicáre vivos, et mόrtuos : cuius regni non erit finis.
 Et in Spíritum Sanctum, Dόminum, et vivificántem : qui ex Patre, Filiόque procédit. Qui cum Patre, et Filio simul adorátur, et conglorificátur : qui locútus est per Prophétas.
 Et unam, sanctam, cathόlicam et apostόlicam Ecclésiam. Confíteor unum baptísma in remissiόnem peccatόrum. Et expécto resurrectiόnem mortuόrum. Et vitam ventúri sǽculi. Amen.  »

La traduction officielle en français utilisée dans la liturgie catholique est la suivante :

« Je crois en un seul Dieu, le Père tout-puissant, créateur du ciel et de la terre, de l'univers visible et invisible. 

Je crois en un seul Seigneur, Jésus-Christ, le Fils unique de Dieu, né du Père avant tous les siècles ; il est Dieu, né de Dieu, lumière, née de la lumière, vrai Dieu, né du vrai Dieu. Engendré, non pas créé, consubstantiel au Père, et par lui tout a été fait. Pour nous les hommes, et pour notre salut, il descendit du ciel ; par l'Esprit-Saint, il a pris chair de la Vierge Marie, et s'est fait homme. Crucifié pour nous sous Ponce Pilate, il souffrit sa passion et fut mis au tombeau. Il ressuscita le troisième jour, conformément aux Écritures, et il monta au ciel ; il est assis à la droite du Père. Il reviendra dans la gloire, pour juger les vivants et les morts; et son règne n'aura pas de fin.

Je crois en l'Esprit Saint, qui est Seigneur et qui donne la vie ; il procède du Père et du Fils. Avec le Père et le Fils, il reçoit même adoration et même gloire ; il a parlé par les prophètes. 

Je crois en l'Église, une, sainte, catholique et apostolique. Je reconnais un seul baptême pour le pardon des péchés. J'attends la résurrection des morts, et la vie du monde à venir. Amen. »

En 2018, la Conférence des évêques de France vota un changement d'une partie de cette version du Credo. Rome a confirmé ce changement et dans le nouveau Missel utilisé dès 2021, « de même nature que le Père » est remplacé par « consubstantiel au Père ».

### Le Symbole d'Athanase
La version Symbole d'Athanase ou Quicumque d'après son premier terme, troisième version du Credo fut créée à la fin du Ve siècle surtout afin de lutter contre le nestorianisme. Cette version est la moins utilisée.

## Profession de foi

### Profession de foi tridentine
À la suite du concile de Trente, les personnes, devant être promues à une dignité dans l'Église, devaient faire profession de foi et pleinement allégeance au pape. Par la bulle Injunctum nobis, le pape Pie IV promulgua, en 1564, le texte de référence.
D'ailleurs, dans ce contexte, le concile distinguait une caractéristique importante du Credo dans l'ordinaire de la messe. À la différence des Kyrie, Gloria, Sanctus, Agnus Dei qui admettaient l'usage de l'orgue, c'est-à-dire alternance ou accompagnement, il demandait de chanter le Credo par chœur seul, entièrement et sans interruption jusqu'à sa fin. Le dit cérémonial de Clément VIII, sorti en 1600, confirmait cette discipline : Cum dicitur Symbolum in Missa, non est intermiscendum organum, sed illud per chorum cantu intelligibili proferatur. Si le rite excluait l'instrument pour le Credo, la polyphonie n'était pas mentionnée. D'où, les compositeurs continuaient à écrire ce texte en polyphonie, sans hésitation.

## Fonction dans la liturgie catholique

### Credode Paul VI
Publiée sous forme de motu proprio le 30 juin 1968 à l'issue d'une « année de la foi », cette profession de foi, encore appelée Credo du Peuple de Dieu a été principalement rédigée  par Jacques Maritain et transmise à Paul VI par le cardinal Journet
D'ailleurs, en France, la version courte Symbole des apôtres demeure toujours officielle, en faveur de la Profession de foi à la messe.

### Vigile pascale, origine
Le Credo est initialement issu de la liturgie de la vigile pascale. Cette célébration, la plus importante dans la liturgie catholique, se distingue et est réservée au baptême, depuis la fondation de l'Église. Plus tardivement, le sacramentaire gélasien mentionnait exactement un chant du symbole consacré aux cérémonies préparatoires au baptême, sans préciser le texte. Mais à Rome, l'exécution demeurait normalement celle de récitation, et non version musicale. 
Selon le rite romain actuel, après la liturgie de la Parole, celle de baptême se commence. Avant ce sacrement, il faut que chacun de catéchumènes réponde aux questions du célébrant, avec « Credo (Je crois) », devant toute l'Assemblée,. C'est la raison pour laquelle on ne chante pas « Credimus (Nous croyons) ». D'où, il s'agit sans aucun doute de la profession de foi en faveur des baptêmes,. Puis, tous les fidèles de l'Assemblée chantent le Credo in unum Deum pour la rénovation des promesses baptismales. Il s'agit du sommet de la liturgie baptismale.

### Célébrations solennelles
Lorsque le Symbole de Nicée-Constantinople fut officialisé en 1014 auprès de l'Église, celui-ci fut attribué aux célébrations solennelles des dimanches et des fêtes.
L'article 68 de la Présentation Générale du Missel Romain actuelle confirme cette discipline. Il s'agit d'une obligation des dimanches et des jours de solennité. En outre, le Credo peut être dit lors d'autres célébrations plus solennelles, telle l'inauguration d'un établissement religieux.
D'ailleurs, l'article 67 explique la raison pour laquelle le Credo est chanté entre l'homélie et la célébration eucharistique :

« Le Symbole, ou profession de foi, vise à ce que tout le peuple rassemblé réponde à la parole de Dieu annoncée dans les lectures de la sainte Ecriture et expliquée dans l'homélie, et, en professant la règle de la foi dans une formule approuvée pour l'usage liturgique, se rappelle et professe les grands mystères de la foi avant que ne commence leur célébration dans l'Eucharistie. »

L'article 68 précise encore la manière de l'exécution. Le Credo est normalement entonné par le célébrant, mais également par un chantre ou un chœur. Celui-ci peut être chanté, jusqu'à la fin, par toute l'assemblée. De même, en alternance entre les fidèles et la schola. Lorsque celui-ci n'est pas chanté, il faut que l'assemblée récite ou que deux chœurs l'exécutent en alternance.

## Chant grégorien

### Auparavant
Le Credo en chant irlandais disparut tandis que celui du chant vieux-romain n'existait pas. Celui du chant grégorien est la version la plus ancienne de laquelle l'on conserve la pratique. Bien entendu, celui-ci demeure toujours officiel auprès de l'Église.
Par ailleurs, dans le manuscrit du Credo VI (XIe siècle), la notation de celui-ci est suivie de celle du Credo du chant gallican. Il est possible que ce dernier fût encore partiellement utilisé. Il est surtout intéressant que ce chant se commence avec « Credimus (Nous croyons) in unum Deum ».
Il y avait donc quelques traces avant l'autorisation de Rome :
- chant vieux-romain : aucun Credo ;
- chant irlandais : usage dans la messe, disparu ;
- chant gallican : disparu, tardivement ;
- chant de Bénéventin : Credo pour Noël, remplacé par Credo grégoriens, vraisemblablement Credo I et V[21] ;
- chant mozarabe : usage dans la messe, plus précisément chant de l'Assemblée après le Canon et lors de l'Élévation[6] ; remplacement par chant grégorien.

Par contre, il n'est pas certain que saint Ambroise de Milan adoptât le Credo. En effet, étant un véritable poète, cet évêque composait plusieurs hymnes versifiées afin de lutter contre l'arianisme. De plus, il transformait systématiquement la psalmodie en chant avec refrain. Il semble que l'évêque n'eût pas nécessairement besoin du Credo en prose.

### Peu deCredodans le répertoire grégorien
En comparaison d'autres chants dans le Kyriale, les Credo restent moins nombreux. D'une part, son adoption musicale dans les offices ne remonte qu'à la fin du VIIIe siècle en Gaule ainsi qu'au IXe siècle pour la Germanie, puis  Xe siècle dans les pays du Nord. Le Saint-Siège l'officialisa finalement, mais plus tard, en 1014. D'autre part, il est probable que sa longueur du texte en tant que profession de foi, dépassant celui de l'hymne Gloria, décourageait les compositeurs. 
D'où, dans le Kyriale, on ne compte que six Credo,. Non seulement cet ordre ne correspond pas au groupement d'autres œuvres (Messe I - Messe XVIII) mais également l'usage est quasiment limité : Credo I et III. 
Lorsque l'on consulte les manuscrits, quelques Credo supplémentaires se trouvent, notamment en Italie, aux XIVe et XVe siècles. Nonobstant, toutes ces œuvres disparurent dans les siècles suivants. Les Credo V et VI ne sont autres que ceux qui furent rétablis au XXe siècle par les moines de l'abbaye Saint-Pierre de Solesmes,. Le Credo VII aussi fut rajouté, mais de nouveau, hors usage. Le Credo III, composé tardivement au XVIIe siècle, est une véritable exception. 
- Credo I (mode IV) : voir ci-dessous, paragraphe détaillé[30]
- Credo II (mode IV) : variante du Credo I, excluant la broderie au-dessus de la teneur de récitation[11],[31]
- Credo III (mode V) : voir ci-dessous, paragraphe détaillé[32]
- Credo IV (mode I) : composé à l'époque de l'Ars Nova ; en fait, partie de ténor d'un Credo à deux (et partiellement trois) voix[11] (XIVe siècle) ou XVe siècle)[33]
- Credo V (mode IV) : dit cassinien, en raison du manuscrit auprès de l'abbaye territoriale du Mont-Cassin[11],[4] (XIIe siècle)[34]
- Credo VI (mode IV) : issu du manuscrit BNF latin 887[4], folios 59v - 60v (XIe siècle)[35],[36],[37]

Si l'autorisation du Credo avait été effectuée plus tôt, les moines carolingiens, qui étaient capables de composer les chants en prose, auraient donné naissance à plusieurs chefs-d'œuvre grégoriens, sous la Renaissance carolingienne. En admettant que les Credo V et VI, adoptés dans le Liber usualis, soient chants monodiques médiévaux, authentiques, et que ces chants conservassent la caractéristique psalmodique, leur musicalité reste vraiment pauvre. Au contraire du chant grégorien, ceux-ci ne se composent que de mêmes motifs musicaux ainsi que des répétitions continuelles. Les œuvres, tardives et non grégoriennes authentiques, manquent de développement selon le texte et son sens théologique. On comprend que l'Église employât toujours le Credo I, meilleur.

### Credo I

#### Ancienneté
Le Credo I est incontestablement le plus ancien. C'est pourquoi ce Credo s'appelle depuis longtemps Credo authentique,. De surcroît, plusieurs œuvres suivantes furent composées sous influence de celui-ci. Ainsi, si l'on consulte la notation du Credo II, il est évident qu'il s'agit d'une variante du Credo I, principalement modifiant les tons élèves. 
L'œuvre remonte au XIe siècle. Caractéristique syllabique, le musicologue grégorien Michel Huglo considérait que le prototype était un Credo byzantin,. Il est vrai qu'au Moyen Âge, l'exécution du Credo en grec était parfois habituelle, selon des manuscrits de l'abbaye de Saint-Gall, en grec mais en lettres latines :
- Manuscrit 381 (Versicularium, Hymnaire, Tropaire, Séquentiaire), Bibliothèque de l'abbaye de Saint-Gall, vers 930, folios 18 - 22, Symbolum apostlorum grece et latine[41]
Dans cette notation, les neumes sangalliens sont exclusivement attribués au texte grec (en noir). Donc, il est clair que ce Credo était chanté en grec.

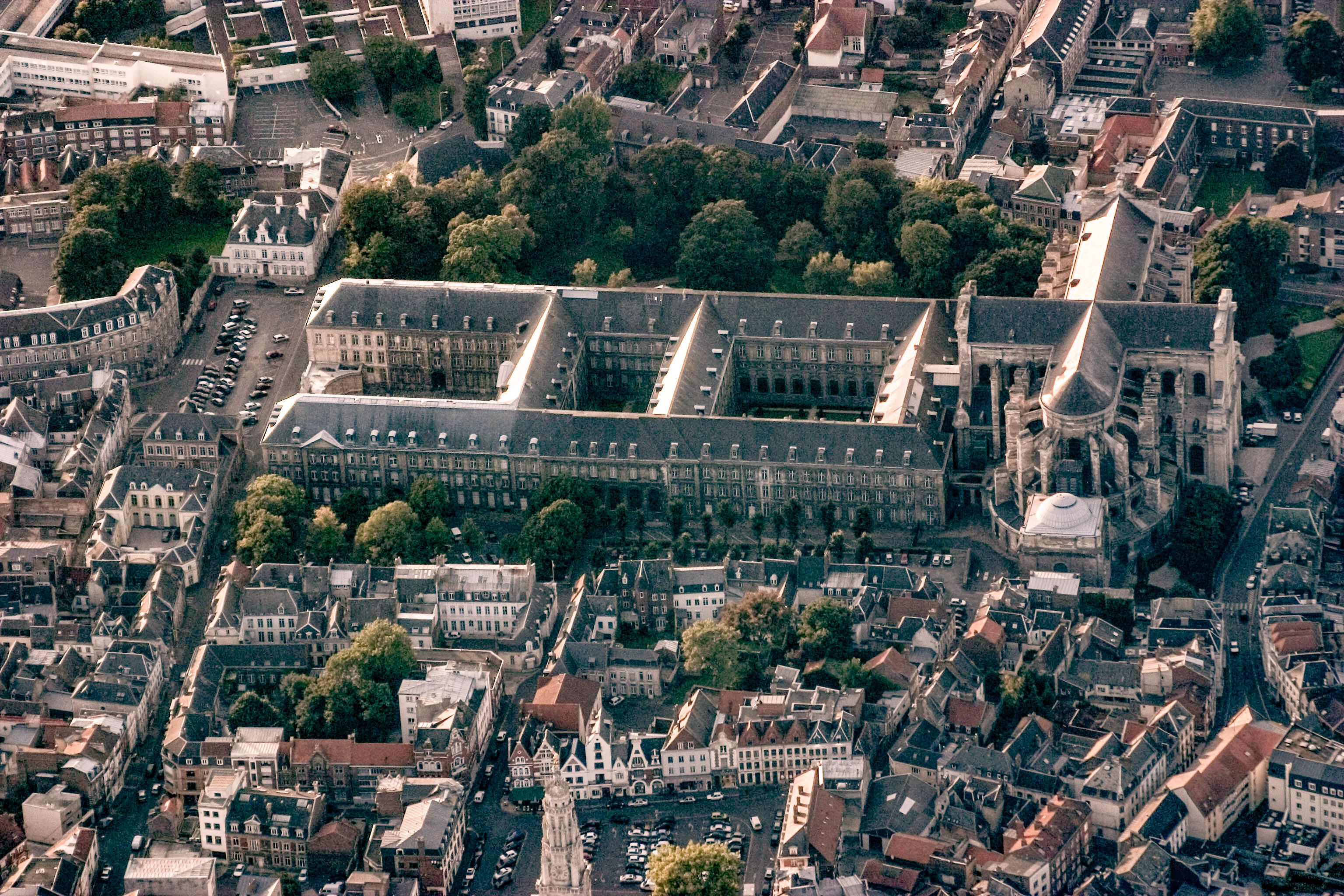
L'abbaye Saint-Vaast était le témoin de la pratique du Credo I au XIe siècle.

Toutefois, il est vraiment difficile à identifier le manuscrit le plus ancien du Credo I. En effet, dans le Kyriale ancien, le Credo était souvent exclu. Le musicologue Richard Hallowell Hoppin expliquait : si le Moyen Âge connaissait déjà une vingtaine de formulaires (actuellement, Messes I - XVIII), il n'existait qu'un ou deux Credo. Afin d'éviter une perte de temps de copies et un gaspillage de parchemin, les copistes médiévaux n'écrivaient pas de Symbole. C'est la raison pour laquelle le manuscrit no 75 (76) de la bibliothèque municipale de Cambrai est si précieux. Ce document attribué au XIe siècle (sans doute au milieu) indique que le Credo I était chanté dans ce siècle à l'abbaye Saint-Vaast près d'Arras. Le copiste écrivait la notation du Credo I, singulièrement Credo in unum Deum, entre le verset de l'Évangile et celui de l'offertoire :   
- Manuscrit 0075 (0076), Bibliothèque municipale de Cambrai, folio 137[43]

Malheureusement, il ne reste aucun manuscrit du Credo I en neume, indispensable de nos jours pour l'interprétation sémiologique, à l'exception de ce petit morceau.

#### Composition musicale
Certes, le Credo I est essentiellement le chant syllabique, non seulement en raison de son texte long mais également parce qu'il ne s'agit pas de chant réservé à la schola. Mais, composé vraisemblablement avant le XIe siècle, l'œuvre respecte effectivement la grammaire musicale du chant grégorien, telle l'accentuation des mots. La composition fut effectuée en profitant de quelques formules mélodiques, comme d'autres chants grégoriens. Les études approfondies de Dom André Mocquereau à Solesmes, achevées au début du XXe siècle, expliquent en détail la qualité musicale du Credo I .
De fait, le Credo I fut composé avec beaucoup de soin, par un compositeur de qualité. Si l'on consulte sa notation, l'exécutant aurait une idée que le chant soit commencé à partir du verset « Patrem omnipotentem », après « Credo in unum Deum » par le célébrant. Car, la mélodie de « Credo... » n'est jamais répétée. C'est faux. En tant que module (composé de cadence (désormais cadence A) et d'incise de liaison), ce premier verset dirige considérablement le Credo I. Cette formule est toujours modifiée, pour adapter aux syllabes différentes et accentuation, notamment celle des mots importants. Un tableau de Dom Mocquereau exprime aisément ce module selon lequel on s'y aperçut que l'accent des mots est sans exception attribué aux mêmes notes. 
En outre, les quatre notes de « unum Deum » sont identiques à celles de « Jesum Christum » selon la notation à gros carrés. De même, la mélodie de « Deum de Deo » et de « lumen de lumine » (également modifiée) aussi se trouve pour « unum baptisma ». Sans doute le compositeur construisit-il l'œuvre avec sa considération théologique.  
L'œuvre demeure preuve d'un grand savoir-faire du compositeur. La cadence A est renforcée de la cadence B et sa variante (C) ainsi que de la D. La récitation issue de la psalmodie y est ajoutée. La récitation, l'incise de liaison et les cadences sont systématiquement intégrées, avec une magnifique combinaison des mélodies. Mais, parfaitement adapté aux textes, il n'existe aucune répétition monotone. Ce Credo I est complètement différent de l'hymne versifiée, et surtout du Credo VI (au-dessus).  
Avant sa conclusion, Dom Mocquereau écrivait : « L'harmonieuse unité de toutes les parties du Credo [ I ] persévère jusque dans le motif mélodique de l' Amen, qui se rattache certainement aux cadences B et C par les trois premières notes. » De fait, il est étonnant que cette mélodie de l'Amen ne soit autre qu'une courte synthèse de la cadence B et celle de C. De plus, le moine de Solesmes constatait que celle-ci est mélodiquement lié au verset précédant Et vitam venturi sæculi, qui se commence avec la récitation. Et, les cadences B et C succèdent régulièrement à la récitation, dans ce Credo,. D'où, il faut que l'élan sæculi soit directement suivi de l'Amen, sans une double barre. En bref, cette dernière partie exprime proprement la conclusion de ce Credo, dans les contextes théologique ainsi que musical.
Identifiée composition grégorienne authentique par Dom Mocquereau (donc non celle de Rome ou ailleurs mais celle du royaume carolingien), la création de cette pièce peut être attribuée au IXe siècle ou Xe siècle.

### Credo III
De nos jours, le Credo III est plus fréquemment exécuté que le Credo I dans la célébration. Il s'agit cependant d'un chant néo-grégorien, composé au XVIIe siècle. Celui-ci s'appelle De angelis. D'une part, le mode du Credo III (cinquième mode) est identique à celui de pièces de la  messe VIII De angelis, réservées aux fêtes en honneur des anges,. D'autre part, ses caractères musicaux ressemblent à ces œuvres composées entre les XVe et XVIe siècles.
De composition tardive, cette pièce ne présente plus du tous les caractéristiques modales du répertoire grégorien traditionnel. D'où, elle constitue au contraire un bon exemple de l'évolution du répertoire vers les modes majeurs et mineurs modernes :
- Si celui-ci est traditionnellement classé dans le mode V (celui de note finale de fa), le si y est constamment bémol (voir la notation au-dessus : la clef C est toujours suivie du bémol). Il s'agit en fait d'une pièce en do majeur, dont l'écriture fut transposée en fa (= do). C'est le mode préféré des pièces contemporaines en mode majeur, à la fois par la possibilité qu'il offre de jouer sur une sensible (demi-ton sous le fa), et la modulation modale rendue possible par le si variable.
- Les évolutions de la ligne mélodique sont très amples, dépassant nettement les intervalles de seconde ou de tierce des compositions en musique modale.
- La ligne mélodique parcourt toute l'octave, et joue systématiquement sur l'opposition entre le fa supérieur et le fa inférieur. En raison de ces deux dernières caractéristiques, la mélodie du Credo III, notamment celle de l'Amen, est plus proche de la musique instrumentale.

En revanche, la teneur issue de la psalmodie reste partiellement. Lorsque la mélodie rétablit l'unisson, la teneur do du mode V (sol en mode majeur dans ce Credo) fonctionne encore. Il s'agit donc littérairement d'un chant néo-grégorien.

### Liturgie locale issue du Credo II
Des variantes du Credo II devinrent en usage, au XVIIIe siècle en France, dans une circonstance difficile et particulière. À la suite du décès du roi Louis XIV en 1715 et de celui du cardinal Louis-Antoine de Noailles en 1729, le jansénisme menaçait l'église catholique du royaume. Entre ce mouvement et le Saint-Siège, le nouvel archevêque de Paris Charles-Gaspard-Guillaume de Vintimille du Luc décida d'être réfugié dans le gallicanisme, à savoir liturgie locale. Dorénavant, la modification de texte et de mélodie était autorisée par cet archevêque. Dans les années 1730, on commença à imprimer les Credo gallicans, pour la dite tradition vivante. Celui des dimanches et des fêtes était issu du Credo II. Il s'agissait d'une décadence. La version de Lyon et celle de Paris n'étaient pas identiques. Cela suggère que la discipline de leur rédaction était loin d'être scientifique.    
- 1738 : Graduel de Lyon, noté, pour les dimanches et les fêtes, Imprimé par ordre de Monseigneur l'Archevêque[53]
- 1738 : Graduel de Paris, noté pour les festes et les dimanches, Imprimé par ordre de Monseigneur l'Archevêque[54]

Dans ces livres, seul le verset ET HOMO FACTUS EST était imprimé en majuscule.

## Reprises musicales
Il est vrai que la reprise musicale du Credo se commença au XIIIe siècle. Nonobstant, on ne compte que seuls deux manuscrits à deux voix, en Italie et en France, dans ce siècle. Il est probable que sa fonction particulière dans la messe ainsi que son texte exceptionnellement long empêchaient de créer les œuvres plus contemporaines. 
À partir du XIVe siècle, la transformation en polyphonie devint habituelle. Ses manuscrits se trouvent à Toulouse, à Barcelone, à Tournai. Le document le plus important est celui d'Apt contenant dix Credo, dont la composition fut effectuée entre 1377 et 1417 et la copie de 1400 à 1417,. Ceux-ci restaient encore les œuvres à la base du chant grégorien, paraphrasant ses mélodies. Surtout, le Credo IV actuel s'employait comme cantus firmus dans une pièce de l'Ars nova.
Il fallait attendre toutefois la Messe de Notre Dame de Guillaume de Machaut pour une œuvre de qualité. En mode ré, ce Credo était composé en conductus (style note contre note) ainsi que son Amen en style motet. En cinq sections contrastées, le compositeur réalisa une véritable variété musicale, et, parmi elles, il donnait la valeur de notes la plus longue sur le verset ex Maria Virgine.
À la Renaissance, le Credo restait toujours dans la liturgie. Néanmoins, à mesure que la polyphonie se développait, sa durée longue s'amplifiait en raison du caractère de cette forme. En outre, la plupart des compositeurs adoptaient des parties chantées plus lentement à certains textes. Notamment en faveur du verset Et incarnatus est, cette pratique était quasiment obligatoire. Par conséquent, il faut au moins cinq minutes pour l'exécution, mais normalement presque dix minutes pour ces Credo (par exemple, œuvres au-dessous). En fait, l'œuvre de Guillaume Dufay, dans la Messe L'Homme armé, avait déjà excédé dix minutes.   
D'où, le Credo ne peut pas éviter son dilemme : si le musicien veut développer sa composition, son œuvre dépasse la durée adaptée à la liturgie ; lorsque la pièce est réservée à la messe, le compositeur a besoin de renoncer la forme sophistiquée. C'est pourquoi Antonio Vivaldi composa son Credo RV591, en dehors de l'ordinaire de la messe, tout comme sa célèbre hymne Gloria. Celui-ci était l'une des premières pièces qui aient été composées en faveur du concert.
À cette époque-là, quelques compositeurs français écrivirent leur plain-chant musical, au contraire, adapté à la célébration. Toutefois, il s'agissait d'une musique trop simple, imitant le chant grégorien certes, mais en mode majeur ou mode mineur, et composée des notes égales, longues (1) et courtes (½). Ces œuvres manquant de musicalité furent cependant accueillies par le peuple fidèle, car elles étaient agréables à l'oreille, au XVIIe siècle. Henry Du Mont était le principal musicien de ce genre ,,. 
Wolfgang Amadeus Mozart aussi écrivit son Credo syllabique et homorythmique pour la Messe du Couronnement, qui peut être utilisé dans la liturgie. En revanche, celui de la Grande messe en ut mineur est une œuvre particulière. Son Credo, assez mélismatique, se termine, soudainement, après une longue aria Et incarnatus est chantée par une soprano. L'œuvre fut achevée juste avant son mariage, et vraisemblablement dédiée à sa future épouse. 
Au regard de la composition contemporaine, plusieurs pièces, telles celles de Ralph Vaughan Williams, de Zoltán Kodály, demeurent la musique liturgique respectant le ralentissement et la pose pour le verset Et incarnatus est. L'œuvre de Krzysztof Penderecki est un Credo non liturgique et indépendant, durant quasiment une heure. Celui-ci fut en effet dédicacée à Helmut Rilling.  
Donc, en dépit de leur caractéristique de musique sacrée, il existe plusieurs Credo très longs ainsi qu'en faveur du concert, et non liturgiques. 

### Moyen Âge
- Guillaume de Machaut (vers 1300 - † 1377) : Messe de Notre Dame[58]
- Guillaume Dufay (vers 1400 - † 1474) : Missa L'Homme armé[59],[60]
- Jean Ockeghem (vers 1410 - † 1497) : Missa prolationum[61]

### Renaissance
- Jacob Clemens non Papa (vers 1515 - † 1556) : Missa Pastores quidnam vidistis (1559)[62]
- Giovanni Pierluigi da Palestrina (1525 - † 1594) : Messe du Pape Marcel (1562)[63]
- Tomás Luis de Victoria (1548 - † 1611) : Missa Dum complerentur dies Pentecostes à six voix[64]

### Musique baroque
- Giacomo Carissimi (1605 - † 1674) : Messa Sciolto havean dall' alte sponde à cinq voix (après 1653)[65]
- Marc-Antoine Charpentier (1643 - † 1704) : Messe pour Mr. Mauroy, H6 (1691 ?)[66]
- Antonio Vivaldi (1678 - † 1741) : Credo en mi mineur, RV591[67]

### Musique classique
- Wolfgang Amadeus Mozart (1756 - † 1791) : Messe du Couronnement, KV317[68]
- César Franck (1822 - † 1890) : Messe à trois voix avec Panis Angelicus entre Sanctus et Agnus Dei, op. 12 (FWV61) (1860)[69]
- Anton Bruckner (1824 - † 1896) : Messe no 2 en mi mineur pour chœur et instruments à vent[70], WAB27 (1866/1882)[71]

### Musique contemporaine
- Ralph Vaughan Williams (1872 - † 1958) : Messe en sol mineur pour double chœur et solistes (1921)[72]
- Zoltán Kodály (1882 - † 1967) : Missa brevis pour solistes, chœur et orgue (1944)[73]
- Krzysztof Penderecki (1933 - † 2020) : Credo (1998)[74]

### Dictionnaires en ligne
- Robert Le Gall, Dictionnaire de liturgie : Credo, Profession
- Informations lexicographiques et étymologiques de « Credo »  dans le Trésor de la langue française informatisé, sur le site du Centre national de ressources textuelles et lexicales

### Articles
- Recueil de Symboles de Foi. Denzinger, 1996
- Prédications sur le credo, par Mgr Charles Morerod, évêque de Lausanne, Genève et Fribourg (Suisse)
- Qu'est ce que le credo ? - Le Jour du Seigneur